# Аль-Фергани
Абу́-ль-Абба́с А́хмад ибн Муха́ммад аль-Ферга́ни (перс. ابوالعباس احمد ابن محمد ابن کثیر فَرغانی‎‎; араб. أحمد بن كثير الفرغاني‎‎; около 798—861) — один из крупнейших средневековых персидских учёных IX века, среднеазиатский астроном, математик и географ. Уроженец Ферганской долины. В Европе был известен под латинизированным именем Alfraganus (Альфраганус).

## Биография
Биографических сведений о знаменитом ученом практически не сохранилось, точное место рождения не известно, однако, судя по его псевдониму Alfraganus, он был уроженцем Ферганской долины. Известно, что в среднем возрасте аль-Фергани жил в Багдаде, работая в «Доме мудрости» (Академия Аль-Мамуна), основанном правителем аль-Мамуном. В академию приглашались видные ученые и деятели науки со всех концов Средней Азии. В Академии работали также астроном и математик аль-Хорезми, физик аль-Кинди, медики Абу Бакр ар-Рази и Хунайн ибн Исхак.
В Багдаде были выстроены две обсерватории, оснащённые лучшим по тем временам инструментарием, который позволял ученым наблюдать за звездным небом и делать математические вычисления. Группа астрономов: Яхья ибн Абу Мансур, Аль-Марварруди, Хаббаш аль-Хасиб и Ахмад аль Фергани, под руководством главы «Дома мудрости», математика и астронома Аль-Хорезми, за долгие годы сделала большое количество открытий, среди которых: расчёт величины земного меридиана, вычисление окружности Земли, составление зижды (таблицы звездного неба), содержащие точные координаты и описание тысяч небесных тел.
В середине IX века аль-Фергани переехал в Каир, где и прожил до самой смерти.
Работал над конструированием астролябии — прибора для определения местоположения небесных тел и расстояний между ними. Написал научный трактат об этом инструменте, в 861 году восстановил нилометр на острове Рауда близ Каира. Данный прибор, служащий для расчета многоводности Нила и прогнозирования паводков, использовался при проектировании Асуанской плотины и не потерял актуальности до наших дней, являясь одной из достопримечательностей столицы Египта.
В 1998 году под эгидой ЮНЕСКО отмечалось 1200-летие со дня рождения ученого.

## Открытия
- Научно обосновал, что форма земли — шар
- Математически доказал существование самого короткого и самого длинного дней в году (22 июня и 23 декабря)
- Установил, что на солнце есть пятна и предсказал солнечное затмение, произошедшее в 832 году.

## Основные труды
Ему принадлежат первые труды и трактаты по астрономии, написанные на арабском языке:
- «Книга о небесных движениях и свод науки о звездах» — самая известная работа; это по сути своей, комментарии к труду «Альмагест» известного александрийского астронома Клавдия Птолемея. В ней аль-Фергани, задумавший свою работу как учебное пособие, дает доступное определение астрономии как науки, очень подробно останавливаясь на всех ключевых вопросах. Также там отражены тщательно перепроверенные многочисленные астрономические расчеты его предшественника, внесены соответствующие изменения. В XII веке этот труд был переведён на латинский язык и имел огромное влияние на развитие западной астрономии.
- трактат «Свод науки о звездах», включающий таблицу известных географических объектов, разделенных на 7 климатических зон с востока на запад с указанием точных координат. Переведён почти на все европейские языки.
- «Книга о началах науки астрономии»
- «Введение в географию»
- «Название известных на Земле стран и городов, а также их климатические условия».
- «Книга о причинности небесных сфер» и др.

В течение долгих 700 лет труды аль-Фергани использовались человечеством в качестве энциклопедий и научных пособий.